# Hyastenus consobrinus
Hyastenus consobrinus is een krabbensoort uit de familie van de Epialtidae. De wetenschappelijke naam van de soort is voor het eerst geldig gepubliceerd in 1895 door A. Milne-Edwards.